# Rozemarijnstraat
De Rozemarijnstraat is een straat in Brugge.

## Beschrijving
Rozemarijn is een groen blijvende, lipbloemige plant met bleekblauwe bloemen, waarvan de blaadjes als keukenkruid worden gebruikt.
Wat rozemarijn dan wel in Brugge als straatnaam deed, weet niemand. De naam komt pas in de 16de eeuw voor:
- 1520: Roosemarijnstraetkin;
- 1548: Roozemarijnstraetkin .

Karel Verschelde geeft als mogelijke uitleg dat er een huis 'Rozemarijn' in de straat gevestigd was. Maar Albert Schouteet meldt dat hij nergens in de buurt een huis met die naam heeft gevonden.
De Rozemarijnstraat is niets meer dan een doodlopend steegje, vanaf de Eiermarkt, aan de achterzijde van enkele huizen op de Grote Markt.
Straten en pleinen in Brugge met een artikel op Wikipedia: